# Hall Peak (Antarktika)
Hall Peak ist ein 2170 m hoher Berg in der westantarktischen Heritage Range. Er überragt einen Berggrat, der 
westlich des Berges den Rennell-Gletscher vom Larson Valley und im Norden den Rennell-Gletscher vom Kopf des Schmidt-Gletschers trennt.
Seinen Namen erhielt Hall Peak von der Geologischen Expedition der University of Minnesota der Jahre 1963/64, die dieses Gebiet erkundete. Man benannte ihn nach dem Geologen Walter D.M. „Mike“ Hall, einem Mitglied der Expedition.